# Яшинскас, Пятрас Костович
Пятрас Костович Яшинскас — советский хозяйственный, государственный и политический деятель, Герой Социалистического Труда.

## Биография
Родился в 1914 году в деревне Шнюришкиуосе. Член КПСС с 1959 года.
С 1939 года — на хозяйственной, общественной и политической работе. В 1939—1986 гг. — рентгенолог в больнице Красного Креста города Вилкавишкис, города Каунас, врач, директор, главный врач университетских клиник Каунасского государственного университета, главный врач республиканской больницы в городе Каунас Литовской ССР.
Указом Президиума Верховного Совета СССР от 23 октября 1978 года присвоено звание Героя Социалистического Труда с вручением ордена Ленина и золотой медали «Серп и Молот».
Избирался депутатом Верховного Совета Литовской ССР 6-го и 7-го созывов.
Умер в Каунасе в 1986 году.